# Tridens muticus
Tridens muticus là một loài thực vật có hoa trong họ Hòa thảo. Loài này được (Torr.) Nash miêu tả khoa học đầu tiên năm 1903.